# Last Word (cocktail)
Pour les articles homonymes, voir Last Words.

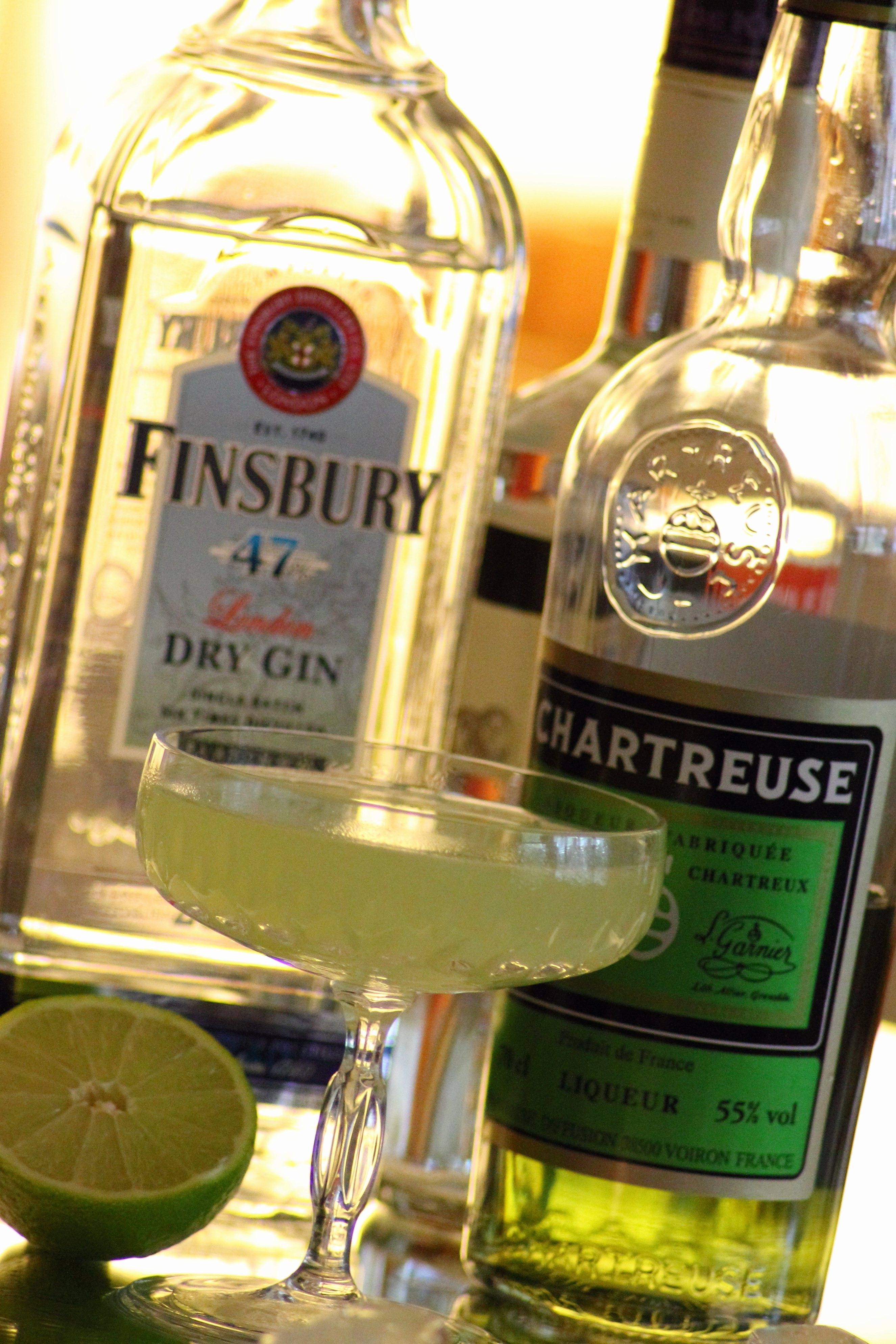
Last Word.

Last Word, aussi appelé The Last Word, est un cocktail à base de gin, de Chartreuse verte et de marasquin. Ce cocktail a été créé dans les années 1920, à l'époque de la prohibition à Détroit, puis est tombé dans l'oubli. En 2004, le Last Word est redécouvert à Seattle, puis se répand à l'échelle internationale. En raison du lieu de sa redécouverte et de sa couleur laiteuse vert pâle, le Last Word est considéré comme le « cocktail définitif de Seattle ». Le surnom de la ville, au climat brumeux et pluvieux, est « Emerald City ».

## Préparation et variantes
Les alcools gin, Chartreuse et marasquin sont ajoutés à parts égales avec du jus de citron vert dans un shaker rempli de glaçons et secoués vigoureusement. Les recettes de mélanges américains indiquent généralement 2,2 cl pour chacun des quatre ingrédients, le système métrique spécifiant 2 cl par ingrédient. Certaines recettes réduisent la liqueur de marasquin à 1,5 cl, d'autres recommandent la Chartreuse jaune plutôt que verte, dans chaque cas pour éviter de pré-déguster l'ingrédient en question. Après le shaker, le cocktail est filtré à l'aide d'une passoire de bar dans un verre à cocktail pré-refroidi, en laissant la glace dans le shaker. La décoration est parfois constituée d'une cerise à cocktail ou d'une tranche de citron vert sur le bord du verre. Souvent, une décoration est omise.
Les variations sont créées en échangeant les différents ingrédients. Cependant, on conserve presque toujours la Chartreuse verte, qui caractérise le cocktail par sa couleur et sa saveur herbacée. Les variantes sont :
- The Final Ward, avec du whisky de seigle au lieu du gin, par exemple, avec du wild turkey 101 et avec du jus de citron au lieu du jus de citron vert (créé en 2007 par Phil Ward, alors barman chez Death & Co. à Manhattan)[3].
- Le Dernier mot, avec du rhum agricole (un rhum antillais fabriqué à partir de canne à sucre) à la place du gin[3].

D'autres variantes utilisent du genièvre, du mezcal ou de l'arrack à la place du gin.

## Histoire
On entendit parler du Last Word pour la première fois en 1951 par Ted Saucier, responsable de la presse au Waldorf-Astoria. Saucier publia la recette dans son classique des cocktails artistiquement illustré Bottoms Up! et écrit sur son origine : « Ce cocktail a été introduit par ici il y a environ trente ans par Frank Fogarty, qui était très connu dans le vaudeville. On l'appelait le « Ménestrel de Dublin », et c'était un très bon monologuiste. »
Selon Saucier, l'animateur de vaudeville Frank Fogarty a introduit cette boisson au début des années 1920 au Detroit Athletic Club (en), un club social de Détroit. Cependant, aucune personne de ce nom n'est trouvée dans les archives du club. Saucier a conseillé le gin Damrak et le marasquin Luxardo pour The Last Word, en plus de la Chartreuse verte, et a ajouté du sucre au jus de citron vert. Le cocktail n'a pas connu une diffusion importante dans les années qui ont suivi la publication de Saucier.
En 2004, le barman Murray Stenson du Zig Zag Café de Seattle, à la recherche de nouvelles idées de boissons, a trouvé la recette dans le livre de Saucier et a commencé à la servir, provoquant ainsi la redécouverte du cocktail. Stenson, qui mentionne The Last Word, a été désigné comme l'un des dix meilleurs barmen des États-Unis par Playboy en 2007. Le cocktail de Stenson était le premier de ce type au monde.
Le 20 mai 2011, l'animatrice Rachel Maddow a réalisé la concoction de ce cocktail sur son magazine politique de la chaîne d'information MSNBC, The Rachel Maddow Show, sous le slogan Last word for the end of the world, en référence ironique aux prédictions du prédicateur chrétien Harold Camping et à l'émission The Last Word with Lawrence O'Donnell, qui a rapporté en détail les prédictions de Camping. Camping a prédit le jour de l'enlèvement le 21 mai 2011, qui serait ensuite suivi de la fin du monde le 21 octobre de la même année,.